# Райская Птица (созвездие)
Ра́йская Пти́ца (лат. Apus) — околополярное созвездие южного полушария неба. Площадь — 206 квадратных градусов; содержит 20 звёзд, видимых невооружённым глазом.

## Звёзды
Наибольший интерес представляет S Райской Птицы (S Apodis), которая относится к группе звёзд типа R Северной Короны. Блеск этой звезды ослабевает с 10 до 15m (то есть в 100 раз); причём в этих колебаниях обнаруживается регулярность с периодом около 113 суток. Астрономы подозревают, что причиной ослабления блеска таких звёзд служит конденсация в их атмосфере вещества, похожего на сажу. Этому способствует избыток у них углерода и невысокая температура атмосферы. Время от времени чёрные облака затягивают небеса этих звёзд, скрывая от нас их яркую фотосферу.
δ Райской Птицы — визуально двойная звезда, состоящая из красного и оранжевого гигантов.

## Происхождение названия
Новое созвездие. Предложено Петром Планциусом в 1598 году, но традиционно приписывается Иоганну Байеру (1603).
Кроме того, латинское название созвездия (Apus) в современной систематизации означает род стрижей.

## Поиск на небе

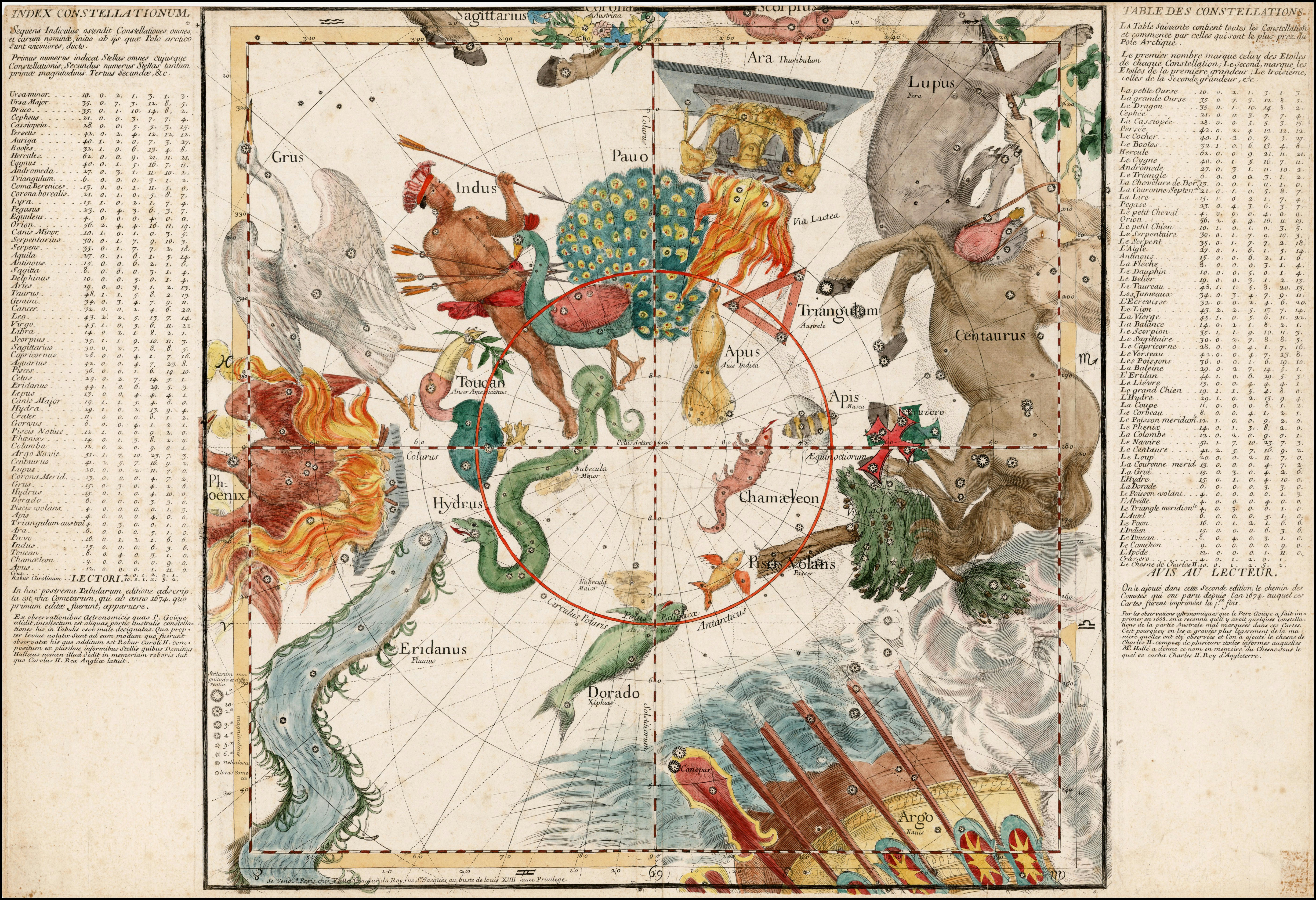
Созвездие Райской Птицы (Apus) на карте Парди (1690), правее и выше центра. Рядом — упразднённое ныне созвездие Пчелы (Apis).

Это созвездие, расположенное вблизи южного полюса мира, можно найти по Южному Треугольнику. Оно лежит между звёздами α и γ Треугольника и южным полюсом мира. На территории России не наблюдается.

## Интересные факты
Одна из звёзд созвездия — звезда Алиса — названа в честь героини цикла фантастических повестей Кира Булычёва Алисы Селезнёвой. Параметры звезды: звёздная величина 15.1, прямое восхождение 15 06 32.11, склонение −73 39 10.6, владелец наименования Кир Булычёв. 25—27 мая 1998 в Москве состоялся первый московский форум фантастики, на котором классик отечественной фантастики Кир Булычёв получил сертификат о том, что является владельцем наименования звезды Алиса в созвездии Райской птицы.
В связи с этим необходимо подчеркнуть, что официальных астрономических названий у звёзд не существует, лишь по традиции, поддерживаемой астрономами, около 300 ярких звёзд имеют собственные имена, а подобные коммерческие сертификаты являются лишь частной инициативой.